# Hypolimnas denticulata
Hypolimnas denticulata är en fjärilsart som beskrevs av Talbot 1932. Hypolimnas denticulata ingår i släktet Hypolimnas och familjen praktfjärilar. Inga underarter finns listade i Catalogue of Life.